# Maxixe
Maxixe – miasto w południowo-wschodnim Mozambiku, w prowincji Inhambane, nad Zatoką Inhambane (Kanał Mozambicki). Około 109 tys. mieszkańców.